# Přebor Olomouckého kraje 2014/2015
V soubojích 24. ročníku Přeboru Olomouckého kraje 2014/15 (jedna ze skupin 5. fotbalové ligy) se utkalo 16 týmů každý s každým dvoukolovým systémem podzim–jaro. Tento ročník začal v sobotu 9. srpna 2014 úvodními čtyřmi zápasy 1. kola a skončil v sobotu 13. června 2015 zbývajícími sedmi zápasy 30. kola.

## Nové týmy v sezoně 2014/15
- Z Divize E 2013/14 sestoupilo do Přeboru Olomouckého kraje mužstvo FK SAN-JV Šumperk, z Divize D 2013/14 žádné mužstvo.
- Ze skupin I. A třídy Olomouckého kraje 2013/14 postoupila mužstva FK Mohelnice „B“ (vítěz skupiny A), SK Chválkovice (3. místo ve skupině A) a TJ Sokol Klenovice na Hané (vítěz skupiny B).[2]

## Konečná tabulka
Zdroj: 
| Poř. | Tým                            | Z  | V  | R | P  | VG  | OG  | B  |
| ---- | ------------------------------ | -- | -- | - | -- | --- | --- | -- |
| 1.   | FK Nové Sady                   | 30 | 24 | 3 | 3  | 108 | 29  | 75 |
| 2.   | FK SAN-JV Šumperk (S)          | 30 | 20 | 6 | 4  | 58  | 23  | 66 |
| 3.   | TJ Sokol Lázně Velké Losiny    | 30 | 18 | 7 | 5  | 69  | 33  | 61 |
| 4.   | TJ FC Hněvotín                 | 30 | 16 | 4 | 10 | 49  | 48  | 52 |
| 5.   | FK Slavoj Kojetín-Kovalovice   | 30 | 15 | 5 | 10 | 63  | 40  | 50 |
| 6.   | TJ Medlov                      | 30 | 14 | 4 | 12 | 49  | 45  | 46 |
| 7.   | FC Želatovice                  | 30 | 12 | 5 | 13 | 45  | 50  | 41 |
| 8.   | FK Mohelnice „B“ (N)           | 30 | 12 | 4 | 14 | 49  | 54  | 40 |
| 9.   | FC Kralice na Hané             | 30 | 11 | 6 | 13 | 41  | 51  | 39 |
| 10.  | FK Šternberk                   | 30 | 11 | 5 | 14 | 47  | 51  | 38 |
| 11.  | 1. HFK Olomouc „B“             | 30 | 11 | 5 | 14 | 55  | 52  | 38 |
| 12.  | TJ Tatran Litovel              | 30 | 9  | 8 | 13 | 51  | 55  | 35 |
| 13.  | FC Dolany                      | 30 | 8  | 5 | 17 | 41  | 74  | 29 |
| 14.  | SK Chválkovice (N)             | 30 | 7  | 6 | 17 | 31  | 54  | 27 |
| 15.  | Sokol Konice                   | 30 | 7  | 5 | 18 | 33  | 57  | 26 |
| 16.  | TJ Sokol Klenovice na Hané (N) | 30 | 6  | 0 | 24 | 30  | 103 | 18 |

Poznámky:
- Z = Odehrané zápasy; V = Vítězství; R = Remízy; P = Prohry; VG = Vstřelené góly; OG = Obdržené góly; B = Body; (S) = Mužstvo sestoupivší z vyšší soutěže; (N) = Mužstvo postoupivší z nižší soutěže (nováček)

|  | Postup do Divize D 2015/16                             |
|  | Postup do Divize E 2015/16                             |
|  | Sestup do I. A třídy Olomouckého kraje – sk. A 2015/16 |
|  | Sestup do I. A třídy Olomouckého kraje – sk. B 2015/16 |